# Sara: Kvinnan i skuggorna
Sara: Kvinnan i skuggorna (originaltitel: Sara: La donna nell'ombra) är en italiensk kriminaldramaserie som hade premiär den 3 juni 2025 på strömningstjänsten Netflix. Serien består av sex avsnitt.

## Handling
Serien handlar om en före detta agent som tvingas tillbaka till jobbet när hennes son dör under mystiska omständigheter.

## Rollista (i urval)
- Claudia Gerini - Teresa
- Giacomo Giorgio - Ciro Musella
- Yoon C. Joyce
- Ivan Castiglione